# Lebeckia densa
Lebeckia densa är en ärtväxtart som beskrevs av Carl Peter Thunberg. Lebeckia densa ingår i släktet Lebeckia och familjen ärtväxter. Inga underarter finns listade i Catalogue of Life.